# Grymes Hill

Wagner College

Grymes Hill ist ein Stadtviertel im Nordosten des Stadtbezirks Staten Island, New York City, mit  2368 Einwohnern.

## Lage
Grymes Hill liegt zwischen den Stadtteilen Ward Hill, Sunnyside, Emerson Hill, Concord, Stapleton, Stapleton Heights und Silver Lake. Die zentrale Verkehrsachse ist die Howard Avenue, die den Hügel durchzieht. Die erhöhte Lage bietet einen weiten Blick über den New York Harbor und die Narrows.

## Geschichte
Grymes Hill wurde im 19. Jahrhundert als Wohngebiet für wohlhabende New Yorker entwickelt. Ursprünglich war das Gebiet als Signal Hill bekannt, benannt nach einer britischen Signalstation. Ab den 1830er Jahren entstanden hier zahlreiche Villen, viele davon errichtet von Major George Howard, nach dem die Howard Avenue benannt ist. Die Gegend ist bis heute geprägt von historischen Bauten aus dem frühen 20. Jahrhundert und einer strengen Hangschutzverordnung.

## Etymologie
Der Name Grymes Hill geht auf Suzette Grymes zurück, die 1836 gemeinsam mit ihrem Ehemann John R. Grymes das Land erwarb und sich dort niederließ.

## Bildungsstandort
Grymes Hill ist Sitz von Wagner College und dem Staten Island Campus der St. John’s University.